# بانل (فلوریدا)
بانل (به انگلیسی: Bunnell) شهری در شهرستان فلگلر ایالت فلوریدا است که در سال ۱۹۱۳ بنیان‌گذاری شده‌است. این شهر طبق سرشماری سال ۲۰۱۰ میلادی، ۲٬۶۷۶ نفر جمعیت داشته و مساحت آن نیز ۱۲٫۱ کیلومتر مربع است.